# Paul Vasilescu

Statuia lui Petru al II-lea Mușat din Suceava. Inscripția monumentului specifică Petru I Mușat, cum a fost cunoscut de istoriografie până nu demult.

Paul Vasilescu (n. 31 august 1936, Valea Botei, comuna Sărățeanca, județul Buzău - d. 2 aprilie  2012) a fost un sculptor român.
Paul Vasilescu a absolvit Academia de Artă București în 1961, avându-l ca profesor pe Boris Caragea.
Paul Vasilescu a fost membru al Comisiei Naționale pentru Monumente de For Public.
A participat la numeroase expoziții naționale și internaționale precum Bienala internațională de sculptură Dantesca de la Ravenna din 1975, Expoziția Plastik und Blummen din Berlin în 1975, Trienala internațională de artă plastică de la New Delhi în 1979 și Expoziția organizată de Casa Americii Latine la București în 1993

## Premii și distincții
În semn de recunoaștere a talentului său, artistul a fost distins cu numeroase premii precum:
- Premiul pentru artă monumentală (1967).
- Premiul pentru sculptură (1968),
- Premiul Academiei Române (1971),
- Marele Premiu al Uniunii Artiștilor Plastici (1972),
- Premiul Ministerului Culturii (1973),
- Medalia comemorativă "150 de ani de la nașterea lui Mihai Eminescu", pentru merite deosebite în ilustrarea operei eminesciene (2000)[5]
- Ordinul național „Steaua României” în grad de Ofițer (1 decembrie 2000) „pentru realizări artistice remarcabile și pentru promovarea culturii, de Ziua Națională a României”[6]

## Opere monumentale

Statuia domnitorului Alexandru Ioan Cuza

- Statuia lui Petru al II-lea Mușat din Suceava (1976)
- Bustul lui Nichita Stănescu din București (1984)
- „Eroica”, Calea Lipovei, Timișoara (1992)
- Statuia Sfântului Ierarh Andrei Șaguna, în Parcul „Andrei Șaguna” din Sfântu Gheorghe (1995)[7]
- Statuia lui Alexandru Ioan Cuza, din bronz, pe aleea Mitropoliei, în fața clopotniței (20 martie 2004)